# Pubis
Oasele pubiene (din latină pubis) reprezintă una dintre cele trei perechi de oase care alcătuiesc pelvisul (bazinul). Fiecare os pubian, stâng și drept, este format din trei secțiuni: ramura superioară, ramura inferioară și un corp. Oasele pubiene stâng și drept se unesc, formând simfiza pubiană.